# Le Violent
 (novembre 2022).
Si vous disposez d'ouvrages ou d'articles de référence ou si vous connaissez des sites web de qualité traitant du thème abordé ici, merci de compléter l'article en donnant les références utiles à sa vérifiabilité et en les liant à la section « Notes et références ».
Pour plus de détails, voir Fiche technique et Distribution.
Le Violent (In a Lonely Place) est un film américain réalisé par Nicholas Ray sorti en 1950.
Le scénario est l'adaptation par Edmund North du roman In a Lonely Place de Dorothy B. Hughes paru en 1948.
Bogart joue le rôle de Dixon Steele, un scénariste cynique suspecté de meurtre. Grahame interprète Laurel Gray, une voisine qui tombe sous son charme. Sous l'intrigue criminelle anecdotique réside le véritable intérêt du film : le commentaire acerbe des mœurs hollywoodiennes et de la vie des célébrités, dans la veine de deux autres films sortis cette même année-là mais bien plus célèbres : Boulevard du crépuscule de Billy Wilder et All About Eve de Joseph Mankiewicz.

## Synopsis
Dixon "Dix" Steele est un scénariste de film hollywoodien en panne d'inspiration et qui n'a pas connu de succès depuis avant la fin de la Seconde Guerre mondiale. Alors qu'il est en route pour rencontrer son agent, Mel Lippman, le tempérament explosif de Dix se révèle lorsque, à un feu rouge, il a une altercation avec un autre automobiliste, lequel prend la fuite devant l'attitude menaçante de Dix. En rencontrant Mel dans une boîte de nuit, celui-ci lui propose d'adapter un roman pour un film. La fille du vestiaire, Mildred Atkinson, est absorbée par la lecture du livre destiné à Dix et comme il ne lui reste que quelques pages avant la fin, elle lui demande de ne le reprendre qu'en partant. Dix prétend être trop fatigué pour lire le roman et demande alors à Mildred de l'accompagner chez lui pour lui décrire l'intrigue. En entrant dans la cour de sa résidence, ils croisent une nouvelle locataire, Laurel Gray. Une fois entré chez lui, Mildred lui résume les grandes lignes du roman populaire qui la réjouit mais qui semble n'inspirer à Dix que du mépris. Plutôt que de la reconduire chez elle comme promis, il lui donne 20 dollars pour prendre un taxi et la met à la porte.
Le lendemain matin, Dix est réveillé par son ami, le détective de police Brub Nicolai, dont Dix fut l'officier pendant la guerre. Nicolai l'emmène au poste de police pour être interrogé par son supérieur, le capitaine Lochner, qui lui annonce que Mildred a été assassinée et que Dix, impassible et apparemment sans émotion, est soupçonné d'être le meurtrier. Dix se souvient alors que sa voisine Laurel Gray a vu Mildred sortir de l'appartement sans lui, ce que Laurel confirme lorsqu'elle est convoquée pour un interrogatoire. En sortant du bureau du capitaine, Dix et Laurel font mieux connaissance et ne dissimulent pas leur attirance mutuelle. Quand il rentre à la maison, Dix cherche des renseignements sur Laurel dans le bottin d'Hollywood. Il découvre qu'elle est une actrice débutante avec seulement quelques films à petit budget à son actif. Ils entament alors une liaison amoureuse et, avec l'aide de Laurel qui tape ses scripts à la machine, Dix se remet au travail avec enthousiasme, au grand plaisir de Mel.
Lors d'un dîner avec Nicolai et sa femme Sylvia, Dix leur fait reconstituer le meurtre tel qu'il l'imagine. Son comportement étrange amène Sylvia à douter de son innocence. Le capitaine Lochner rencontre à nouveau Laurel et sème le doute dans son esprit, insistant sur la personnalité violente de Dix. Laurel se confie à Sylvia que ces révélations troublent un peu plus.
Dans une boîte de nuit avec Laurel, Dix aperçoit Ted Barton, un autre détective, accompagné d'une amie. Dix s'emporte contre lui, croyant que Barton le surveille. Plus tard, Martha, la masseuse de Laurel, avertit cette dernière du passé houleux de Dix avec les femmes. Laurel s'en irrite et la chasse de l'appartement. Lors d'une soirée sur la plage avec les Nicolai, Sylvia révèle par inadvertance l'audition de Laurel par Lochner. Dix se sent trahi de n'en pas avoir été informé et les quitte furieux. Laurel le suit et grimpe à temps dans la voiture de Dix. Il conduit comme un fou en brûlant les stops et en franchissant les lignes blanches jusqu'à percuter le flanc d'une autre automobile. Personne n'est blessé, cependant lorsque l'autre conducteur l'aborde, Dix, qui se sent insulté, le frappe sauvagement et sans relâche jusqu'à lui faire perdre connaissance. Avisant une grosse pierre, il s'apprête à lui écraser le visage avec lorsque Laurel l'arrête en lui criant qu'il va le tuer.
Dix se rend au poste de police afin d'effacer son nom de l'affaire et croise le petit ami de Mildred, Henry Kesler, qui travaille dans une banque. Dix fait remarquer à Nicolai que Kesler est un meilleur suspect que lui car il a un mobile mais l'alibi qu'il a produit, le témoignage de ses parents, l'innocente pleinement. Lors d'une visite chez Sylvia Nicolai, Laurel apprend que Dix a incité les Nicolais à reconstituer le meurtre et lui raconte l'agression brutale de Dix envers le jeune homme lors le l'accrochage.
Finalement, les doutes de Laurel sur l'innocence de Dix l'empêchent de dormir, ce qui la contraint à avoir recours à des somnifères. Quand il lui demande de l'épouser, elle accepte, mais seulement parce qu'elle a peur de la façon dont il pourrait réagir si elle refusait. Pendant que Dix s'absente, elle fait sa valise en toute hâte.  Mis au courant de leur union prochaine, Mel tient à la féliciter mais il ne tarde pas à comprendre la triste raison de son consentement. Laurel exhorte Mel à apporter le scénario terminé de Dix au producteur, pensant que seul un succès éclatant pourra le calmer.
Lors d'un dîner pour célébrer les fiançailles, Dix est outré d'apprendre que Mel a soumis son scénario sans son consentement. Dix intercepte alors un appel téléphonique destiné à Laurel, découvrant avec rage qu'il s'agit de Martha et frappant Mel lorsqu'il tente d'intervenir.
De retour à l'appartement de Laurel, Dix entre dans une colère noire lorsqu'il constate qu'elle a ôté sa bague de fiançailles. Après s'être brièvement calmé, Dix répond au téléphone, apprenant que le vol prévu de Laurel pour New York est annulé. Il redevient violent, étranglant presque Laurel avant de reprendre le contrôle de lui-même quand le téléphone sonne à nouveau. C'est Nicolai, qui informe Dix et Laurel que Kesler a avoué le meurtre de Mildred. Mais n'est-il pas trop tard pour sauver leur relation? Laurel regarde en larmes Dix qui s'éloigne lentement à travers la cour jusqu'à son appartement et murmure quelques mots d'une réplique du scénario de Dix  : "J'ai vécu quelques semaines" (la réplique complète étant : "Je suis né quand elle m'a embrassé, je suis mort quand elle m'a quitté, j'ai vécu quelques semaines le temps qu'elle m'a aimé"). 

## Fiche technique
- Titre original : In a lonely place
- Réalisation : Nicholas Ray, assisté d'Earl Bellamy
- Scénario : Edmund H. North et Andrew Solt, d'après le roman de Dorothy B. Hughes
- Direction artistique : Robert Peterson
- Photographie : Burnett Guffey
- Montage : Viola Lawrence
- Musique : George Antheil
- Décorateur de plateau : William Kiernan
- Production : Robert Lord
- Société de production : Columbia Pictures
- Pays de production : États-Unis
- Langue : anglais
- Durée : 94 minutes
- Date de sortie : États-Unis : 17 mai 1950

## Distribution

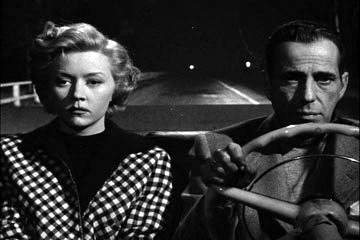
Gloria Grahame et Humphrey Bogart

- Humphrey Bogart (VF : Raymond Loyer) : Dixon Steele
- Gloria Grahame (VF : Claire Guibert) : Laurel Gray
- Frank Lovejoy (VF : Roger Rudel) : Détective Brub Nicolaï
- Carl Benton Reid : Capitaine Lochner
- Art Smith : Mel Lippman
- Martha Stewart : Mildred Atkinson
- Jeff Donnell : Sylvia Nicolaï
- Robert Warwick : Charlie Waterman
- William Ching : Ted Barton
- Steven Geray : Paul
- Hadda Brooks : la chanteuse

Acteurs non crédités
- David Bond : Dr Richards
- George Davis : un serveur
- Myron Healey : un employé de la poste

## Autour du film
- Une étude du film : Le Violent, de Dana Polan, traduit par Justine Malle, éditions de la Transparence, 1993 (trad. 2005) -  (ISBN 2-35051-005-0)

De nombreux critiques considèrent la performance de Bogart comme l'une de ses meilleures. Tour à tour solaire et tourmenté, Dixon Steele trouble le spectateur tout au long du film.

## Distinction
- National Film Preservation Board en 2007.

## DVD
- France :

Le film a fait l'objet d'une édition sur le support DVD.
- Le Violent (DVD-9 Keep Case) sorti le 8 novembre 2005 chez Sony Pictures. Le ratio image est en 1.33:1 plein écran 4:3 en version française et en version anglaise. Les sous-titres sont en français et anglais. En supplément un documentaire sur le film et un documentaire sur la restauration de l'image ainsi qu'une bande annonce d'époque. Il s'agit d'une édition Zone 2 Pal .